# مايكل هوكينز (كرة سلة)
مايكل هوكينز (بالإنجليزية: Michael Hawkins)‏ مواليد 28 أكتوبر 1972 في كانتون، هو لاعب كرة سلة أمريكي سابق بدأ مسيرته الاحترافية في سنة 1995. يبلغ طوله 6 قدم 0 بوصة (1.8 م). اعتزل اللعب في 2006.

## فرق لعب لها
- بوسطن سيلتكس
- نادي أولمبياكوس لكرة السلة
- سكرامنتو كينغز
- شارلوت هورنتس
- كليفلاند كافالييرز
- نادي برشلونة لكرة السلة

## الميداليات
| الميدالية | المسابقة                         |
| --------- | -------------------------------- |
| برونزية   | بطولة كأس العالم لكرة السلة 1998 |

## روابط خارجية
- مايكل هوكينز على موقع الاتحاد الدولي لكرة السلة (الإنجليزية)
- مايكل هوكينز على موقع إن بي أي (الإنجليزية)
- مايكل هوكينز على موقع سبورتس رفرنس (الإنجليزية)
- مايكل هوكينز على موقع الدوري الإسباني لكرة السلة (الإسبانية)
- مايكل هوكينز على موقع كرة السلة الأوروبية.كوم (الإنجليزية)
- مايكل هوكينز على موقع كلية كرة السلة في سبورتس رفرنس.كوم (الإنجليزية)
- مايكل هوكينز على موقع ريلجم (الإنجليزية)
- مايكل هوكينز على موقع بروبوليرز (الإنجليزية)
- مايكل هوكينز على موقع سبورتس رفرنس (الإنجليزية)